# リアルタイム字幕放送
リアルタイム字幕放送（リアルタイムじまくほうそう、リアルタイムキャプション放送、生字幕放送とも）は、字幕つきの放送のうち、放送時に字幕を作成・付加するシステム。ここでは、主に日本のテレビ放送で、受信機で表示を切り替えられるもの（「字幕放送」）を述べる。

## 概要
日本の字幕放送は、1990年代まで事前収録されたテレビ番組にしか対応していなかった。30分番組1本に字幕を付加するために3日から4日程度の時間がかかり、ワープロを用いてリアルタイムに字幕を作成する手法に関しても、入力速度や変換精度の問題もあり実用化にはなかなか至らなかった。
1997年には郵政省が、字幕放送を2007年までに全てのテレビ番組に拡大することを求める方針を示したが、ニュース番組やスポーツ中継番組などの生放送の番組はその対象からは除外されていた。
また、生放送における字幕放送は、海外の表音文字のみ使用する場合だと音声認識で対応できたが、日本では同じ音でも複数の表記方法がある表語文字が使われ、機械的や技術的な問題があり行われていなかったのである。
聴覚障害者や高齢者にも情報のバリアフリーを推進していこうとNHK放送技術研究所が音声認識ソフトによる文字放送を開発した。2000年3月27日から日本放送協会（NHK）の一部番組で実施されており、現在は民間放送（2013年現在は前者の日本テレビ、TBSテレビ、フジテレビ、テレビ朝日、テレビ東京各系列と、その番組を同時ネットする一部の独立局や、一部のBS放送局およびCS放送局）やインターネットテレビ配信サービスのAbemaTVでも実施している。

## 原理
リアルタイム字幕の原理には、人間が聞き取ってキーボードから文字を入力する方式と、音声認識技術を用いた音声認識方式と、の2方式が存在する。
字幕を生成する過程以外では、通常の字幕放送と同じ流れでデータが重畳され、電波に乗せられて届けられる。原理的に字幕を生成する部分での遅延が避けられないので、字幕は発声の数秒遅れで表示される事になる。

### キーボード入力方式
放送音声を「ステノキャプショナー（速記字幕入力者）」と呼ばれる入力オペレータが聞きながら同時に打ち込みを行う。入力は複数人で分担して行われるが、方式によって役割分担が異なっている。
主に2つの方式がある。
一般的なキーボードを用いた方式
パソコン要約筆記を応用した方式。複数人のオペレータが交互にリレー入力をする。一般的なOADG仕様のキーボードを使っている ため、入力者を短期間で養成でき低コストというメリットをもつ。TBS、テレビ朝日が採用している。
速記キーボードを用いた方式
スピードワープロ やステンチュラといった速記用に最適化されたキーボードを使う。聞き取った音を入力する人と、その文字を漢字に変換する人に分担されている点が前項とは異なる。このため本方式ではかならず2人単位の人員を要する。トップスピードでは前項の方式に勝るものの、高価な専用キーボードが必要でオペレータの養成に3年程かかるため人件費もかさむ。スピードワープロ研究所 やワードワープ が採用しており、NHKやいくつかの民放がこれらの会社と契約をしている。
通常は打ち込み速度が放送音声より遅れるため、入力オペレータと校正オペレータの組を複数セット用いてリレー方式で入力を行う。

### 音声認識方式
基本的には音声認識による文字情報の直接生成を用いたものである。音声認識は現在でも100%の変換が難しいものであるが、ニュースにおいては語調や使用される単語などを一定の条件に制限できる事から、この用途に限って音声認識を用いる事で高い変換効率を実現した。開発当初、リアルタイム字幕の付加はスタジオなどでのアナウンサーの発声に限られる場合が多く、VTR映像などの音声には同様の字幕が付かない事が殆どだった。スポーツイベントやNHK紅白歌合戦などの番組では、専門のアナウンサーが字幕生成のためにセリフを再発声する「リスピーク方式」とすることで同様の条件を達成している。
NHKでは2012年3月14日放送の一部の『NHKニュース』から、アナウンサーの発声など認識率が高い部分は音声認識システムを使い、聞き取りにくい部分のみ担当者がリスピークを行う「ハイブリッド方式」の導入を開始した。
AbemaTVでは2018年12月10日放送の『けやきヒルズ』から、LASSICが開発したリアルタイムAI字幕システム「AIポン」の導入を開始した。

### 通常の字幕放送との違い
- 音声認識・キーボード入力共に、放送音声から字幕が表示されるまで遅延が発生することは、どうしても避けることができない。アメリカ合衆国のクローズドキャプションも同様。
  - NHKの生放送番組（ニュース番組以外）などでは、VTR収録部分や予め決めているコメントがあるときは、事前に作成しているためか、遅延なしまたは微妙な遅延程度に抑えて表示することもある[注釈 3]。
  - ニュース番組などで事前に作成されている原稿を、放送されている音声のタイミングに合わせて字幕を送出するものは「テイク方式」と呼ばれる。
  - NHKでは2020年開始のNHKプラスでリアルタイム字幕放送のニュース番組（一部番組[注釈 4]）を見逃し配信する際は、字幕と映像が合うように修正して配信される（テレビ放送から2～3時間後に字幕修正したものを配信）[13]。その後、2024年1月から生字幕同期システムの開発並びに稼働開始により、一部のニュース番組の同時配信において、音声とほぼ同じタイミングで字幕が表示されるようになった[14][15]。
  - NHKでは2020年東京オリンピック・パラリンピックと2022年北京オリンピックの放送において「ぴったり字幕」と称するリアルタイム字幕放送を実施した。これは遅延送出システムにリアルタイム字幕放送を組み合わせたもので、映像を30秒遅れで送出し字幕の作成時間を稼いでいる[16]。これにより、映像や音声とほぼ同時に字幕が表示されるメリットがある一方[16]、緊急地震速報発表などの突発的な事態が発生したときに即座に対応出来ないというデメリットもある[17]。
- 民放の番組ではCMに入ると、原理的にCMに入る数秒前の発言は字幕化できない。また、CMから明けてもCM入りする前の字幕から表示されるわけではないため、発言の流れがそこで途切れてしまう[注釈 5]。
- 歌や音楽の音符・効果音の記述「（○○の音）」等、音関係の表示が少ない（一部番組では実施[注釈 6]）。
- 表示位置は半固定。モニタの設定ができる場合をのぞき、常時同じ場所に表示される（NHKではほとんどの番組でテロップなどが隠れないように、字幕の位置を動かしている）。
- 半角文字は用いられない。カタカナ、英数字は無条件で全角になる（TBSテレビを除く[注釈 7]）。
- 注意しないと誰が話しているのかわからないことがある。アメリカのリアルタイム字幕放送同様に話し始めは「＞＞」（日本テレビ〈一部〉[注釈 8]、フジテレビ〈一部〉[注釈 9]毎日放送〈スポーツ中継を除く〉など）や「≫」（フジテレビ、テレビ朝日など）の記号を挿入するが、実施していない番組もある[注釈 10]。ただ、NHK（ニュース番組[注釈 11]を除く）、テレビ朝日（一部番組を除く）、TBS（JNNニュースなどを除く）、日本テレビ（スポーツ中継のみ）では生放送でも話している人の苗字が表示されることもある[注釈 12]。
- 日本の字幕放送は色別に区分けする事ができるが、民放のリアルタイム字幕での実施例は少ない（NHK（ニュース番組を除く[注釈 13][注釈 14]）や日本テレビ（2018年から、一部のスポーツ中継のみ）、朝日放送テレビ（一部のスポーツ中継のみ）では色分けを実施している）。なおTBSとフジテレビは報道・情報ワイドショー番組は黄色、スポーツやバラエティ番組は白色と番組のジャンルにより色分けしている[注釈 15]
- 一部の録画番組では、放送日時近くまで番組制作をしていて、通常の字幕放送の制作方法では放送に間に合わないためか、リアルタイム字幕放送と同様の形式で字幕が表示されている場合がある（日本テレビ系列番組に多い。TBS系列にもある）。
- 人名などの固有名詞が発せられると、その漢字が判明するまで字幕の進行が止まってしまうか、すぐに判明しない場合はひらがなもしくはカタカナでの入力を余儀なくされる（事前に準備しておいた資料と突き合わせられれば、かなりの改善が期待される）。
- 放送局によって話がテロップ表示されている箇所も字幕表示するかしないかが異なる。例えば日本テレビ系では(『スッキリ』、『NNNストレイトニュース』、『news zero』〈2019年以前や一部の回を除く〉、『午前0時の森』、『ゼロイチ』、『Going!』を除く)テロップ表示部分も字幕表示〔外国語を訳したテロップ表示を除く〕。
- 文字の打ち込みから送出までの時間が限られているため、通常の字幕放送に比べ誤字や脱字が出やすい傾向にある。そのため、一部の局では番組開始冒頭に事前に作成した「生放送のため誤字が生じる場合があります」や「誤字脱字が発生する場合があります」などといったその旨の断りを表示している。
- 余談だが、上記のような生放送字幕の特性を逆手にとった放送例も存在する。2020年1月1日放送の『全力!脱力タイムズ新春SP』（フジテレビ制作）では、全編収録番組であるにも拘わらず生放送と見せかけて放送するという特殊な構成だったため、番組終盤に実は事前収録だったということが明かされるまで、字幕放送もリアルタイム字幕放送風の様式（音声からあえて数秒遅れて字幕を表示する、話し始めに「≫」や「＞＞」を挿入する等）で放送していた[注釈 16]。なお、事前収録が明かされたシーンからは通常の字幕放送の様式に切り替わった。
- 『SBS8ニュース』のKNTVでの放送分での日本語字幕は、翻訳しながら字幕を打ち込んでおり、常時放送では唯一のリアルタイム字幕放送となっている。『MBCニュースデスク』をネットしていた頃の2006年12月から実施している。

## 実施番組
ローカルに差し替わった部分では行わない場合がある。

### NHK（特記がない限りすべて総合テレビ、教育テレビ）
- NHKニュース おはよう日本（2004年4月5日より。2021年3月29日以降、通常時は月 - 土曜日の場合6時台後半と7時台全編、日曜日・祝祭日の場合番組全編〈いずれも関東甲信越および関東ローカル枠も含む〉で実施。祝祭日では祝日特集枠も含む。また、重大ニュース・自然災害発生時は番組冒頭から実施する場合がある）
- あさイチ（2011年10月3日放送分より。ただし、毎年3月下旬や8月の高校野球期間中などに放送される場合がある総集編・アンコール放送では通常の字幕放送となる）
  - NHKニュース（平日午前9時、『あさイチ』に内包）。2009年3月30日より。国会中継などで『あさイチ』が短縮・休止となる場合は臨時に単独番組扱いで放送（国会中継時は時間変更も伴う）する場合がある。2009年度は午前8時30分から単独番組扱いでの放送だった）
- NHKニュース（正午）
- NHKニュース（18時は2011年3月28日より、13時は2009年3月30日より、16時（2017年度は大相撲期間中のみ）は開始は2012年4月2日だが、実際は2012年3月14日放送分より実施。14時・15時は2013年4月1日より、土・日・祝日の20時45分～21時は2016年4月3日より）
2016年4月4日より、7時台～22時台では曜日を問わず全てで実施されている。
- ニュース（関東）（茨城県を除く関東地方向けのローカルニュース、平日12:15）
- ニュース（関東・山梨・長野）（関東甲信地方向けのローカルニュース、土日・祝日・年末年始12:10）
- ニュース（関東甲信越）（関東甲信越地方向けのローカルニュース、平日15:07）
- ニュース（関西）（近畿地方向けのローカルニュース、平日12:15・15:07、2022年10月頃より）
- ニュース・気象情報（北海道）（北海道地方向けのローカルニュース・気象情報、平日15:07）
- ニュース・気象情報（中国地方）（中国地方向けのローカルニュース・気象情報、同上）
- ニュース・気象情報（四国）（四国地方向けのローカルニュース・気象情報、同上）
- ニュース645（関東・山梨）（関東地方・山梨県向けのローカルニュース、土日・祝日・年末年始18:45[注釈 17]）
- ニュース・気象情報（関東甲信越）（関東甲信越地方向けのローカルニュース・気象情報。土曜20:50、日曜・祝日・年末年始20:55、日曜・祝日6:55、年末年始7:15）
- NHK手話ニュース(教育テレビのみ）
- みみより!くらし解説→みみより!解説（2012年4月3日の放送開始より）
- ひるまえほっと（関東甲信越地方向け）
- どーも、NHK
- NHKのど自慢（2013年4月7日より。ただし、緊急ニュースなどで中止・途中打ち切りとなった場合の振替放送時や毎年12月放送の総集編「熱唱・熱演・名場面」は通常の字幕放送となる）
- 土スタ（ただし、緊急ニュースなどで中止・途中打ち切りとなった場合の振替放送時は通常の字幕放送となる）
- ニュースLIVE!ゆう5時（2022年4月4日の放送開始より）
- 首都圏ネットワーク（関東地方向け[注釈 18]、2012年9月18日より）
- ほっとニュース北海道（北海道地方向け[注釈 19]。2015年3月30日より試験的に実施（「字幕放送」テロップの表示はなし）、2016年4月3日より番組冒頭に「字幕放送」テロップが表示されるようになり、事実上の正式実施となる）
- てれまさ（宮城県向け）
- まるっと!（東海3県向け[注釈 20]、2018年4月2日の放送開始より）
- ほっと関西（近畿地方向け[注釈 21]、2015年度の放送開始より）
- お好みワイドひろしま（広島県向け）
- ひめポン!（愛媛県向け）
- ロクいち!福岡（福岡県向け[注釈 22]）
- NHKニュース7（日本初のリアルタイム字幕放送実施番組。2000年3月27日放送分より）
- クローズアップ現代（2009年8月より。ただし、事前収録時や2021年3月末からBS1で開始された翌日夕方の再放送では通常の字幕放送となる）
- 首都圏ニュース845（茨城県を除く関東地方向け、2012年9月18日より）
- ほっとニュース845（北海道地方向け）
- ニュースてれまさ845（宮城県向け）
- ニュース845東海（東海3県向け、2013年3月11日より）
- ニュース845〜関西のニュースと気象情報〜（大阪府向け、2013年3月11日より）
- ニュース845福岡（福岡県の福岡都市圏・筑後エリア向け）
- ひめポン!845（愛媛県向け、2015年11月より）
- ひろしまニュース845（広島県向け）
- NHK手話ニュース845 (教育テレビのみ)
- ニュースウオッチ9（2006年4月3日の放送開始より）
- 時論公論（2016年度より、2021年3月末から開始された翌日〈金曜日の分は翌週月曜日〉午後の再放送では通常の字幕放送となる[注釈 23]）
- 首都圏情報 ネタドリ!（関東地方向け[注釈 24]。ただし、事前収録の場合は通常の字幕放送となる[注釈 25]）
- ライブ・エール（2020年より・毎年8月、中断ニュースを含む。ただし、後日行われる再放送では通常の字幕放送となる）
- わが心の大阪メロディー（毎年10月最終火曜日[注釈 26]）
- うたコン（2016年度の放送開始より。ただし、事前収録時[注釈 27]や2022年4月から開始された月曜午後の再放送では通常の字幕放送となる[注釈 28]）
- NHK紅白歌合戦（大晦日、中断ニュースを含む）
- サンデースポーツ（2015年度より）
- 大相撲中継（15時台から。総合テレビは16時00分過ぎおよび17時00分過ぎからの中断ニュースを含む。なお、総合テレビが15時台・16時台に国会中継や特設ニュースが組まれ、BS1(サブチャンネルの102chも含む)で代替放送する場合、または総合テレビで特設ニュースにより、Eテレで代替放送する場合でも実施される）
- 国会中継（2018年秋の臨時国会より。当初は政府演説・所信表明演説、代表質問、党首討論の場合のみだったが、2022年秋の臨時国会から衆参両院の予算委員会の中継にも拡大）
- プロ野球20××（総合テレビ、BS1。BS1は2019年度より実施。2018年度まで、BS1では当初放送予定の総合テレビで特設ニュースが組まれる関係で代替放送される場合に限り実施していた。以前はBShiでも総合テレビと同時放送の場合に実施していた）
- 選抜高等学校野球大会中継（当初は開会式、準決勝、決勝、閉会式のみだったが2015年より全試合で実施）
- 全国高等学校野球選手権大会中継（当初は開会式、決勝、閉会式のみだったが2015年より全試合で実施）
- 全国高等学校総合体育大会
- 国民体育大会
- 東京六大学野球中継（Eテレのみ）
- ラグビー中継
- 競馬20××（総合テレビのみ）
- MLB20××（総合テレビのみ、未明・早朝は除く）
- ハートネットTV（Eテレ 生放送時のみ実施し、再放送時及び収録時は通常の字幕放送となる）
- 沼にハマってきいてみた（Eテレ 生放送を行う月曜日のみでそれ以外は通常の字幕放送。2018年4月の放送開始より）
- 列島ニュース（2020年4月20日より[注釈 29]）
- 今夜も生でさだまさし（2021年度より）
- サタデーウオッチ9（2022年4月2日の放送開始より）
- キャッチ!世界のトップニュース（総合テレビ、2022年4月4日より[注釈 30]）
- Venue101（2022年4月9日の放送開始より。ただし、不定期に事前収録の形式による特別編が放送される場合は通常の字幕放送となる）
- 国際報道2023（総合テレビ→BS1、2022年5月中旬より。総合テレビでの翌日4時台の時差放送では字幕放送は実施されない[注釈 31]）
  - その他にも不定期で各種スポーツ中継や特集番組の一部でも実施されている。
  - 開始冒頭[注釈 32] に「生字幕放送です。一部、字幕で表現しきれない場合があります。」[注釈 33]（2018年11月30日までは「生字幕放送でお伝えします」）と表示される。一時期、番組によっては字幕キャスターの氏名も表示されていた。国会中継（深夜の録画中継は除く）では番組終了時に「生字幕放送でお伝えしました。番組中、字幕で表現しきれないところがありました。」と表示される。2019年度までは一部の番組で番組終了時に「「○○（番組名）」をお伝えしました」と表示されることがあった。
  - 番組を翌日以降に再放送（2010年度までのBS2での録画放送含む）する場合は原則として通常の字幕放送になる他、一部追加修正される場合がある[注釈 34]。
  - 災害・地震・津波に関する全波一斉放送の特設ニュースで実施する場合については地上波の総合・Eテレ、BS波のBS1・BSプレミアムの国内向けテレビ放送全波で実施される。
  - 生放送でも事前収録部分では事前に制作した字幕を用意して放送のタイミングに合わせて表示される。

### 民間放送

#### 日本テレビ系列
- 昼のニュース番組（民放初のリアルタイム字幕放送実施番組。2001年8月27日、『NNNニュースダッシュ』より実施、かつて、地上波と同時放送を行っていたBS日テレでも2004年10月より2011年9月30日の放送打ち切りまで実施していた。）なお、最近になってストレイトニュース(平日)は>>を用いずに放送している。
- 夕方のニュース番組（2002年1月、『NNNニュースプラス1』より実施）
- news zero（2018年10月1日の放送開始より）
- ズームイン!!サタデー（2017年4月1日放送分より）
- Going!Sports&News（2017年4月1日放送分より[注釈 35]）
- シューイチ（2013年4月7日放送分より）
- 真相報道 バンキシャ!
- NNN報道特別番組（不定期。緊急に放送されるため、日本テレビでは地上デジタルテレビ放送において字幕放送を行っていない番組でも常時字幕信号を送出している）
- ウェークアップ（読売テレビ制作、2021年3月6日の放送開始より）
- DRAMATIC BASEBALL（プロ野球中継。地上波全国放送または関東ローカル分と読売テレビ制作の関西ローカル向け中継でのみ実施）
- サッポロビール新春スポーツスペシャル 東京箱根間往復大学駅伝競走（毎年1月2日・3日、中断ニュースを含む）
- 全国高等学校サッカー選手権大会（日本テレビ系のほかに、協賛する全国の民間放送局43局で準決勝、決勝戦で実施）

- 24時間テレビ 「愛は地球を救う」（2011年より、毎年8月。中断ニュースを含む[注釈 36][注釈 37][注釈 38]）
- 満天☆青空レストラン（毎年8月の『24時間テレビ』直前の生放送時のみ実施[注釈 39]）
- 行列のできる法律相談所→行列のできる相談所（毎年8月の『24時間テレビ』放送直後などの生放送時のみ実施[注釈 40]）
- ぐるぐるナインティナイン（2017年以降、毎年12月下旬の『ゴチクビ決定&大精算スペシャル』でのみ実施[注釈 41]）
- ワールドドキドキビデオ（不定期特別番組。2022年12月18日放送の第9弾まで。第10弾以降は通常の字幕放送を実施。）
- THE MUSIC DAY（2013年より、毎年7月第1土曜日。中断ニュースも含む）
- 日テレ系音楽の祭典 ベストアーティスト（毎年11月最終水曜日）
- 情報ライブ ミヤネ屋（読売テレビ制作、2014年10月1日放送分より）
- たかじんのそこまで言って委員会→そこまで言って委員会NP（読売テレビ制作、2006年11月より。但し、日本テレビ〈関東地区〉では放送していない。番組自体は事前収録されているが、放送日の間近に収録しているため、字幕はリアルタイム字幕放送を採用している）
- 上沼・高田のクギズケ!（読売テレビ・中京テレビの共同制作、2011年1月16日の放送開始より。同上[注釈 42]）
- かんさい情報ネットten.（読売テレビの近畿地方向けローカルニュース番組、2017年4月3日放送分より）
- ミヤギnews every.（ミヤギテレビの宮城県向けローカルニュース番組。2015年10月1日より。関東広域圏・関西広域圏・中京広域圏以外の民放ローカル局では初[18]）
- DayDay.（2023年4月3日の放送開始より実施）
- ゼロイチ（2021年4月3日の放送開始より[注釈 43]）
- 午前0時の森（2022年4月11日の放送開始より）
- サタデーLIVE ニュース ジグザグ（読売テレビ制作・2025年4月5日の放送開始より）

その他、各種スポーツ中継においても実施されている。字幕は日本テレビ制作番組ではニュース番組・情報番組・バラエティ番組などでは画面上段の表示、スポーツ中継などでは上段か場合によっては上段よりやや下寄りに表示。日本テレビ（関東地区）で地震速報などのテロップを表示する時には表示位置が移動する。なお2017年9月3日のマスター更新以前は全て画面上段の固定表示だった。読売テレビ制作番組では画面中段に固定表示されている。また、これ以外の収録番組においても、放送回によってあるいは特別番組の場合にリアルタイム字幕放送を採用する事もある。

#### テレビ朝日系列
- スーパーベースボール（2006年より日本シリーズ中継に限り実施。現在は地上波全国放送および関西ローカル放送のすべての試合において実施。朝日放送テレビ制作分はスカイAでも実施。ただしサンテレビ・KBS京都のトップ・リレー中継は除く）
- ANNニュース（週末昼、平日午後、土曜朝）（週末昼は2012年4月より、平日午後は2021年10月の設置時より、土曜朝は2024年4月より）
- スーパーJチャンネル（平日は2010年10月4日放送分より[注釈 47]、週末は2012年4月よりそれぞれ実施。過去には2009年12月25日放送分でも実施）
- 報道ステーション（2013年4月1日放送分より、過去には2009年4月13日にも実施）
- ミュージックステーション（2013年10月18日放送分より[注釈 48]）
- 大下容子 ワイド!スクランブル（2014年4月より、「ANNニュース」パートでも実施[注釈 49]）
- ABCニュース（大阪・朝日放送テレビのローカルニュース。昼、20時54分枠（2014年3月末放送終了）、深夜枠（2022年3月末放送終了）で実施。当初は平日のみ）
- newsおかえり（朝日放送テレビの近畿地方向けローカルニュース番組。2022年4月4日の放送開始時から18時台でのみ実施）
- 全国高校野球選手権大会中継（2009年度より、朝日放送テレビ制作、関西ローカル、決勝戦は一部地域でも放送（2014年度までは全国放送）。当初は決勝戦のみ、2013年度より全試合で実施。近畿独立局でのリレー中継も含む。2019年まではBS朝日でも決勝戦のみ実施していた。
- 朝だ!生です旅サラダ（2015年度より、朝日放送テレビ制作。関東の字幕放送（1行15文字）と比べると横に少し大きい（1行18文字）。ただし、不定期に事前収録の形式で放送される場合は通常の字幕放送となる[注釈 50]）
- サタデーステーション（2017年4月22日の放送開始より）
- サンデーステーション（2017年4月23日の放送開始より）
- サンデーLIVE!!（2017年10月1日の放送開始より、テレビ朝日・朝日放送テレビ・メ〜テレの共同制作。TOKYO応援宣言（2015年4月の放送開始より）も内包）
- 羽鳥慎一 モーニングショー（2019年4月1日放送分より[注釈 51]）
- 中居正広のキャスターな会（生放送時のみ実施[注釈 52]）
- メ〜テレNEWS（メ〜テレのローカルニュース番組、2018年度より平日20時54分枠で実施）
- M-1グランプリ（朝日放送テレビ制作、2023年より）
- グッド!モーニング（平日版は2023年10月2日から5時台の「ANNニュース」パートと6・7時台全編で、土曜版は2024年3月30日の開始当初からそれぞれ実施）
その他、サッカー日本代表の試合やゴルフ中継等各種スポーツ中継においても実施されている。字幕は基本は画面中央に表示されているが、提供クレジットの表示の関係で段や画面上の段に表示される時もある（一部のスポーツ中継では常時上の段に表示される場合もある）。ただし番組冒頭で黄色文字で「当番組は同時入力の為、誤字脱字が発生する場合があります。」と表示している。ニュース番組ではスタジオパート以外の部分には黄色文字で「一部には字幕が付いておりません。ご了承ください」と表示されることがある。朝日放送テレビ制作番組では加えて「また、内容により字幕放送を中断させていただく場合があります。」と表示される。

#### TBS系列
- 昼のニュース番組（平日は2002年頃より実施、現在は週末も含めて全曜日で実施。他番組の字幕放送（1行15文字）と比べると横に少し大きい（1行19文字））
- 夕方の全国ニュース（2002年度のJNNニュースの森より実施。当初は平日の全国ネットパートのみで実施。その後、2008年度のイブニング・ファイブより夕方ニュースの全時間帯で実施）
- JNNフラッシュニュース（平日は2014年度より、日曜は2017年度より実施）
- 報道特集NEXT→報道特集（2008年6月28日放送分までは、スポーツコーナーまでで終了していたが、同年7月5日より、ローカル枠を除いて全編に拡大）
- SAMURAI BASEBALL（2007年シーズンより。但しBS-TBSとその日に差し替え中継を行う地域〈毎日放送では深夜の録画放送を除き実施〉は除く）
- オールスター感謝祭（2011年秋より実施）
- 音楽の日（2011年より・毎年7月第3土曜日、中断ニュースも含む）[注釈 53]
- 報道の日（2011年より・毎年12月、『JNNニュース』パートも含む[注釈 54]）
- 王様のブランチ（2012年4月より。但し、2012年9月まで地上波と同時放送を行っていたBS-TBS（旧・BS-i）は除く[注釈 55]）
- news23（2014年3月31日放送分より実施。他番組の字幕放送（1行15文字）と比べると横に少し大きい（1行19文字））
- 情報7days ニュースキャスター（2016年4月2日放送分より実施）
- S☆1（2017年4月2日放送分より日曜深夜のみ実施）
- サタデープラス（毎日放送制作、2015年4月4日の放送開始より）
- サンデーモーニング（2016年10月2日放送分より実施）
- 報道1930（BS-TBS、2018年12月3日より実施、民放キー局系BSの独自番組では初のリアルタイム字幕放送。他番組の字幕放送（1行15文字）と比べると横に少し大きい（1行19文字））
- サンデーニュース Bizスクエア（BS-TBS、2018年12月2日放送分より実施。同上）
- せやねん!（毎日放送の近畿地方向け情報バラエティー番組。2019年4月6日より実施）
- MBSニュース（毎日放送のローカルニュース、平日昼に実施）
- チャント!（CBCテレビの東海3県向けローカル報道ワイド番組）
- まるっと!サタデー（2019年7月6日の放送開始より）
- CDTVライブ!ライブ!（2020年3月30日の放送開始より）[注釈 56]
- ラヴィット!（2021年3月29日の放送開始より）[注釈 57]
- THE TIME,（2021年10月1日の放送開始より）
- よんチャンTV（毎日放送の近畿地方向けローカル情報ワイド番組。以前は「5時ニュース」「6時ニュース」コーナーのみだったが2025年度より全編で実施）
その他、各種スポーツ中継においても実施されている。字幕は画面中央（やや下寄り）に固定表示されている。
番組冒頭に「この番組は生字幕放送のため表現しきれない場合があります。」と表示される[注釈 58]。
2019年度まではTBSからのニュース番組[注釈 59] で実施する場合、基本的にキャスターのニュース読みの文末を丁寧体(「です・ます」調)から新聞記事の文章のような普通体(「だ・である」調)に変換して表示していた（例：ニュース読み「○○（JNN）の取材で明らかになりました。」⇒字幕「○○（JNN）の取材で明らかになった。」）。報道特別番組の場合は文末変更はない場合もある。
また、通常の字幕放送では句点（｡）はつけないが、リアルタイム字幕放送では付けている事が多い｡

#### テレビ東京系列
- 平日夕方のニュース番組（2008年4月14日、『速ホゥ!』より実施。同時ネットを行っている一部の独立局でも実施。かつて、地上波と同時放送を行っていたBSジャパン（のちのBSテレ東）でも2012年3月30日の放送打ち切りまで実施していた）
- ゴルフ中継（2013年9月より実施。同時放送されるBSテレ東も実施[注釈 60]）
- TXNニュース（土曜昼、土・日夕方）（2017年1月7日放送分より実施）
- 隅田川花火大会（毎年7月下旬）（2013年度より実施）
- 昼サテ（2020年3月30日放送分より実施）
- ワールドビジネスサテライト（2021年3月29日放送分より実施[注釈 61]）
- やさしいニュース

#### フジテレビ系列
- めざまし8（2021年3月29日の放送開始より、月 - 木曜日のみ実施）
- 昼のニュース番組（平日は『FNNスピーク』時代の2005年10月3日より、週末は2009年4月4日よりそれぞれ実施）
- 夕方のニュース番組（平日は『スーパーニュース』時代の2010年10月4日より、週末は『FNNスーパーニュースWEEKEND』時代の2007年4月1日よりそれぞれ実施）
- 平日深夜のニュース番組（『ニュースJAPAN』時代の2008年3月31日より実施）
- ノンストップ!（2013年9月30日放送分より）
- ぽかぽか（2023年1月9日の放送開始より）
- よ〜いドン!（関西テレビのローカル情報番組。2016年4月4日放送分より）
- Mr.サンデー（フジテレビ・関西テレビ共同制作。2016年10月9日放送分より）
- 土曜はナニする!?（関西テレビ制作、2020年4月4日の放送開始より[注釈 62]）
- ワイドナショー（2018年4月8日より。それ以前は通常の字幕放送だった。系列外遅れネットの青森テレビは除く）
- FNNニュース（日曜朝、年末年始昼・夕方。日曜朝は2019年4月7日より、年末年始は2018年度より実施）
- プロ野球中継（関西テレビ、サブチャンネルでの一部時間帯および深夜の録画放送は除く）
- FNS歌謡祭（2016年より）[注釈 63]
- 大みそか列島縦断LIVE 景気満開テレビ（2017年より）
- ジャニーズカウントダウンライブ中継（2017年度より）
- 初詣!爆笑ヒットパレード（2018年より）
- newsランナー（関西テレビの近畿地方向けローカルニュース番組、2023年4月3日の放送開始より）
- 旬感LIVE とれたてっ!（関西テレビ制作、2023年10月2日の放送開始より）
- サン!シャイン（2025年3月31日の放送開始より）
- めざましどようび（2025年4月5日放送分より）
- カンテレNEWS（関西テレビのローカルニュース、めざましテレビ、めざましどようびのローカルニュースを含む）
- newsランナープラス（関西テレビのローカルニュース、2023年4月3日の放送開始より）
関西テレビのワイド番組以外のローカルニュースでは事前に字幕を用意するためか、『○○容疑者（60）』など、人物の氏名にニュース読みにはない年齢が付記されている。
- FNN東海テレニュース（東海テレビのローカルニュース）
その他、各種スポーツ中継や緊急時の報道特別番組においても実施されている。字幕は画面上の段に固定表示されている[注釈 64][注釈 65]。

### 過去に実施された主な番組
- マスターズ・トーナメント（TBS系列、2007年、2008年大会ダイジェストの一部〈BS-iは実況・解説の担当者が地上波とは別内容であるため実施なし〉）
- 世界陸上選手権大阪大会（TBS系列、2007年8月 BS-iは実施なし）
- NHKニュース9（NHK総合、2000年10月から2006年3月末の終了まで実施）
- NHKニュース10（NHK総合、最末期の2005年度）
- NNNきょうの出来事（日本テレビ系列、最末期の2006年4月 - 9月末の平日版のみ）
- 全国一斉○○テスト（テレビ朝日系列）
- 史上最強の芸人雑学王No.1決定戦SP（同上）
- 夢対決!とんねるずのスポーツ王は俺だ!スペシャル（同上）
- 生活ほっとモーニング（NHK総合、午前10時台）
- 2006 FIFAワールドカップ 日本×クロアチア（テレビ朝日系列、2006年6月18日放送）
- 大笑点（日本テレビ系列、2007年1月1日）
- 2008北京オリンピック バレーボール世界最終予選（TBS系列･フジテレビ系列。BS-i･BSフジは実施なし）
- 2008年北京オリンピック（NHK（総合テレビ･リレー中継を行うEテレともほぼ全時間帯で）・テレビ東京を除く在京民放キー局系列各局（主に夜の時間帯が中心） 地上波放送のみの実施でBSでの放送はNHK・民放とも実施なし）
- きょうの料理プラス（2008年・2009年度）
- 趣味の園芸プラス（2008年・2009年度）
- 2010 FIFAワールドカップ（大半の中継で実施）
- 2014 FIFAワールドカップ（地上波放送のみ。NHK、民放とも全ての中継で実施）
- 2018 FIFAワールドカップ（地上波放送のみ。NHK、民放ともほぼ全ての中継で実施）
- 太田光の私が総理大臣になったら…秘書田中。（日本テレビ、番組最後の副調整室からお送りするパートのみ生放送となっていることへの配慮のため、2010年8月の終了まで実施されていた）
- うたばん→ザ・ミュージックアワー（2009年4月から2010年9月の終了まで実施、生放送でも対応）
- 週刊こどもニュース（NHK総合、2009年4月から2010年12月の終了まで実施）
- NEWSゆう+（朝日放送テレビの近畿地方向けローカルニュース番組。2010年4月から2011年9月末の終了まで実施）
- 金曜バラエティー（NHK総合、2011年12月2日放送で試行的に実施）
- 不可思議探偵団（日本テレビ）
- コレってアリですか?（日本テレビ）
- 魔女たちの22時（日本テレビ）
- ミリオンダイス（日本テレビ）
- 2012年ロンドンオリンピック（地上波放送のみ）
NHKは総合テレビのみで夜間時間帯と午前の録画放送で実施（Eテレは実施なし）。
民放はテレビ東京系列を除く在京キー局系列各局で夜間と深夜（日本テレビ系列・テレビ朝日系列・TBS系列放送分のみ）の時間帯で実施。
- 2012年ロンドンパラリンピック（NHK総合・Eテレ。パラリンピックの放送では初のリアルタイム字幕放送である）
開会式・閉会式の生中継、ハイライト、録画中継のいずれも実施。
- 2016年リオデジャネイロオリンピック（地上波放送のみ）
NHK・民放とも全ての時間帯で実施。
- 60番勝負（NHK・日本テレビ共同制作。2013年2月2日・3日）
2013年2月2日はNHK総合テレビ。翌3日は日本テレビからそれぞれ送出。
- 情報LIVE ただイマ!（NHK総合）
- お元気ですか日本列島（2010年度より）
- 知りたがり!（フジテレビ、2012年度）
- アゲるテレビ（フジテレビ、2013年度上半期）
- 火曜曲!（TBS、生放送でも対応、2012年4月24日の放送開始より）
- はなまるマーケット（TBS、2007年3月29日放送分から2014年3月の終了まで）
- ゆうどきネットワーク → ゆうどき（NHK、2010年11月29日放送分より不定期で実施、2011年4月より連日実施）
- NHKニュース（16時55分）（2008年度より。大相撲期間中も17時00分過ぎからの中断ニュースで実施。）
- NHK歌謡コンサート（録画放送に変更される場合は通常の字幕放送となる。2010年度まで放送されていたBS2では録画放送であるため通常の字幕放送となる他、一部追加修正されていた）
- ゆうどきネットワーク 関西発 → ゆうどき 関西発（NHK、2013年4月の放送開始より）
- NHKとっておきサンデー（NHK総合、内包される連続テレビ小説のダイジェストも含む）
- スタジオパークからこんにちは（NHK総合、2010年4月から2017年3月の最終回まで。アンコール放送は通常の字幕放送となる）
- Rの法則（NHK Eテレ、月曜日の生放送のみ）
- 知っとこ!（毎日放送制作、2014年度）
- いっぷく!（TBS、2014年度）
- VOICE（毎日放送（MBS）の近畿地方向けローカルニュース番組。2008年11月3日から2019年3月29日の終了最終回まで実施）
- イッポウ（CBCテレビの東海3県向けローカルニュース番組。2013年12月9日から2019年3月29日の終了まで実施）
- ミント!「Newsミント!」（毎日放送の近畿地方向けローカル情報ワイド番組のニュースパート。2019年4月1日の番組開始時より実施）
- ニュースJAPAN（フジテレビ、2008年3月31日放送分から2015年3月の終了まで実施、なお、2008年度上半期の金曜は実施せず、）
- あしたのニュース（フジテレビ、2015年度）
- ユアタイム（フジテレビ、2016年4月4日の放送開始から2017年9月末の終了まで実施）
- FNNスーパーニュース（フジテレビ、2010年10月4日放送分から2015年3月の終了まで実施）
- FNNスーパーニュースWEEKEND（フジテレビ、2007年4月1日放送分から2015年3月の終了まで実施）
- FNNスピーク（フジテレビ系列、平日版は2005年10月から2018年3月の終了まで、土曜版は2009年4月から2018年3月の終了まで、それぞれ実施。）
- みんなのニュース（フジテレビ系列、2015年4月から2018年3月の終了まで実施）
- FNNみんなのニュースWeekend（フジテレビ系列、2015年4月から2018年3月の終了まで実施）
- THE NEWSα（フジテレビ系列、2017年度下半期）
- ひるブラ（2011年11月28日放送分より不定期で実施。2012年度より連日実施。ただし、事前収録の回と総集編「ひるブラ特選」は通常の字幕放送となる）
- FNNプライムニュース デイズ（フジテレビ系列、2018年度）
- プライムニュース イブニング（フジテレビ系列、2018年度）
- FNNプライムニュース α（フジテレビ系列、2018年度）
- FNNスーパーニュースアンカー（関西テレビの近畿地方向けローカルニュース番組。18時台）
- ゆうがたLIVE ワンダー → みんなのニュース ワンダー（関西テレビの近畿地方向けローカルニュース番組、2015年4月〜2017年3月の終了まで）
- ハピくるっ!（関西テレビ制作、2014年度）
- 胸いっぱいサミット!（関西テレビ制作、生放送時のみ実施し、収録時は原則として通常の字幕放送となる）
- ポータル ANNニュース&スポーツ（テレビ朝日系列、2014年4月5日～2015年3月29日の終了まで実施）
- ショップチャンネル お買い物エンターテイメント（Dlife、2012年3月18日～2015年3月29日まで、Dlife独自で実施。テレビショッピング番組では唯一のリアルタイム字幕放送）
- SmaSTATION!!（テレビ朝日系列、2014年4月から2017年9月の終了まで実施）
- サンデースクランブル（テレビ朝日、2014年4月から2016年3月の終了まで実施）
- 報道ステーション SUNDAY（テレビ朝日、2013年10月から2017年3月の終了まで実施）
- ANN NEWS&SPORTS（テレビ朝日系列、2017年1月から3月の土曜日のみ実施）
- 日本サッカー応援宣言 やべっちFC（2020年4月5日から同年9月27日の終了まで実施）
- こやぶるSPORTS（関西テレビ制作のスポーツバラエティ番組。2017年10月7日の放送開始より2021年3月27日まで実施。深夜に移動し翌4月から9月まで放送された『こやぶるSPORTS超』では実施せず）
- 週刊ワールドニュース（NHK総合、2022年4月9日より2023年3月25日の終了まで実施[注釈 66]）
- 報道ランナー（関西テレビの近畿地方向けローカルニュース番組、2017年3月27日の放送開始より）
- 報道ランナープラス（関西テレビのローカルニュース、2018年4月2日の放送開始より）
- スッキリ（日本テレビ、2018年7月より月曜日に、加えて同年10月からは火曜日にも、2019年1月より水曜日にも、同年4月より木曜日にも、2020年1月より金曜日（全ての曜日）にも実施）
- 週刊まるわかりニュース（NHK総合、2018年度の放送開始より2023年3月の終了まで実施）
- きょうの料理（NHK総合、金曜日12:20。2021年4月2日より2024年3月の終了まで実施。Eテレで水曜日21:00の再放送では通常の字幕放送となる。月1回放送の「栗原はるみのキッチン日和」は事前収録で通常の字幕放送となる）
- 京コトはじめ（NHK総合、2021年4月2日の放送開始より2024年3月の終了まで実施。ただし、緊急ニュースなどで中止となった場合の振替放送や派生ミニ番組『京コトはじめ 古都の美 匠の技』では通常の字幕放送となる）
- ニュース きん5時（NHK総合、2021年4月2日の放送開始より2024年3月の終了まで実施）
- 1時50分からはスローでイージーなルーティーンで（関西テレビ制作、2021年3月29日の放送開始より2023年9月の終了まで実施）
- ぐるっと万博おひるまえ（NHK総合、全国放送を行った2025年4月4日の放送開始から5月2日までの1か月間実施。関西ローカルの放送になった5月9日以降は実施せず）